# Bounty (Schiff, 1960)
Die Bounty war ein in den Jahren 1960 und 1961 entstandener Nachbau des Segelschiffes Bounty aus dem 18. Jahrhundert. Sie wurde eigens für den Film Meuterei auf der Bounty (1962) gebaut. Das Schiff wurde zur Unterscheidung vom Original gelegentlich als HMS Bounty II oder Varianten davon bezeichnet, jedoch waren weder das Kürzel HMS, das britischen Marineeinrichtungen vorbehalten ist, noch die Ziffern Teil des Schiffsnamens.
Obgleich sie in Abweichung vom Original mit Motoren ausgerüstet war, war die Bounty die erste lebensgroße und vollständige Rekonstruktion eines historischen Seglers, die nur für einen Film entstand. Nach der Verwendung in mehreren anderen Filmen diente sie für Charter- und Erlebnisfahrten mit Passagieren sowie als Museumsschiff.
Die Bounty sank während Hurrikan Sandy am 29. Oktober 2012 vor Kap Hatteras unter Verlust zweier Besatzungsmitglieder.

## Geschichte
Bereits für den 1935 erschienenen Metro-Goldwyn-Mayer-Film „Meuterei auf der Bounty“ wurden mehrere Nachbauten der HMS Bounty, darunter ein nach Plänen der Admiralität im Maßstab 1:1 erstellter seetüchtiger Nachbau, geschaffen. Metro-Goldwyn-Mayer hat später im Dokumentationsfilm „Die Geschichte der Bounty“ behauptet, die Bounty von 1960 sei der erste für einen Film gebaute seetüchtige Nachbau eines Schiffes. Gebaut wurde diese neuere Film-Bounty im Auftrag der Produktionsgesellschaft MGM auf einer kanadischen Werft in Lunenburg. Für die Dreharbeiten fuhr der mit Motoren ausgerüstete Nachbau durch den Panamakanal nach Tahiti. Am Ende der Filmaufnahmen sollte das Schiff wie das Original verbrannt werden, was der Hauptdarsteller Marlon Brando jedoch verhinderte. Nach einer weltweiten Werbetour wurde das weiterhin in Besitz der MGM verbliebene Schiff nach Saint Petersburg in Florida gebracht, wo es seit 1965 als Touristenattraktion diente. Nebenher war es in mehreren Dokumentationen und für die Werbung aktiv.
1983 wurde die Bounty für die Piratenkomödie Dotterbart eingesetzt. Unterschiedlich dekoriert, stellte sie dort drei verschiedene Schiffe dar. Die Filmarbeiten fanden an der Westküste von Mexiko statt. 1986 übernahm Ted Turner als neuer Eigner der MGM auch den Nachbau der Bounty. Für eine Verfilmung des Romans Die Schatzinsel (1989) kam das Schiff erneut zum Film.
1993 übergab Turner die Bounty an die Fall River Chamber Foundation, welche das Schiff unter der Tall Ship Bounty Foundation für Bildungszwecke einsetzte. 2001 wurde das Schiff von der HMS Bounty Organization LLC übernommen. Inzwischen war insbesondere der Rumpf überholungsbedürftig, was dazu führte, dass das Segelschiff wegen eines Pumpenausfalls kurz vor Beginn einer Überführungsfahrt von Fall River (Massachusetts) in eine Werft in Boothbay Harbor fast gesunken wäre. 2002 wurden große Teile des Unterwasserschiffs erneuert. Außerdem erhielt die Bounty neue Motoren, Propeller, Treibstoff- und Trinkwassertanks.
2005 wurde die Bounty als Edinburgh Trader im zweiten Teil der Piratenkomödie Fluch der Karibik eingesetzt und war im dritten Teil, Am Ende der Welt, noch einmal anonym im Hintergrund einer Hafenszene zu sehen. Vor den Dreharbeiten in der Karibik war das Schiff auf Kosten der Walt Disney Company restauriert und im Sinne der geplanten Filmarbeiten optisch verändert worden. Dabei wurde auch das stehende und laufende Gut erneuert. Auch der an dieser Komödie orientierte Pornofilm Pirates, gleichfalls 2005 gedreht, fand streckenweise auf dem Bounty-Nachbau im Hafen von Saint Petersburg in Florida statt.

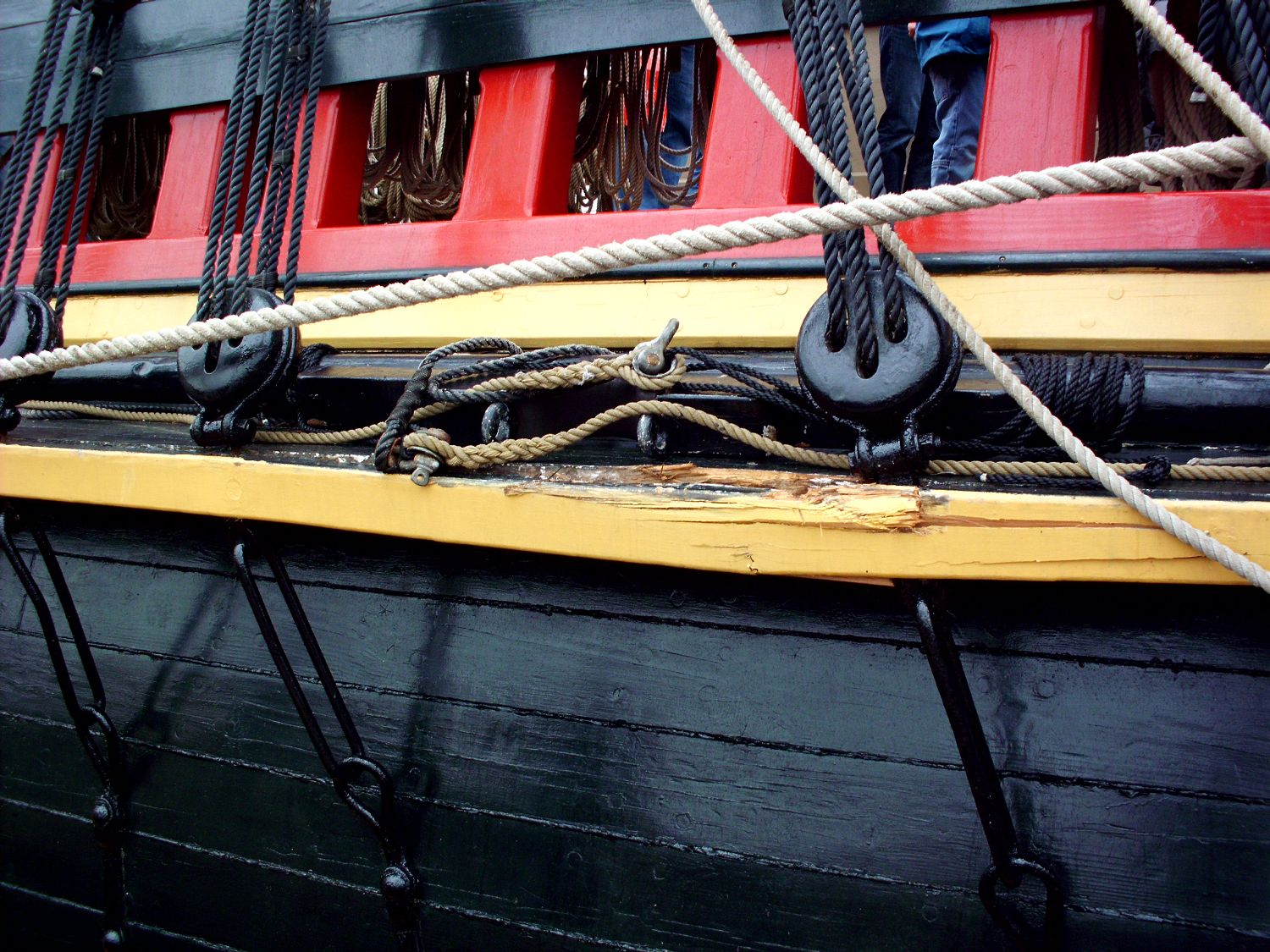
Beschädigung an der Bounty in Bremerhaven

Eine nach den Dreharbeiten geplante Tour den Mississippi hinauf musste wegen des Hurrikans Katrina abgesagt werden. In Boothbay Harbor kam das Schiff bis Mitte 2007 noch einmal für eine Überholung in ein Dock, um es für eine Weltreise vorzubereiten. Diesmal wurden vor allem die Rumpfteile oberhalb der Wasserlinie erneuert; außerdem wurde die Inneneinrichtung geändert, um den Komfort für Passagiere und Besatzung zu erhöhen. Insgesamt hatte das Schiff Schlafplätze für knapp 50 Personen. Seit 2007 war die Bounty unter anderem in Europa, an beiden Küsten der USA und auf den Galapagos-Inseln zu sehen.
Beim Besuch des Hafenfestes 2011 in Bremerhaven wurde das Schiff beim Versuch, die Bounty durch die Sportboothafenschleuse zu manövrieren, an Backbord beschädigt. Der Versuch wurde abgebrochen, und die Einschleusung gelang dann durch die ursprünglich vorgesehene Kaiserschleuse.

### Untergang

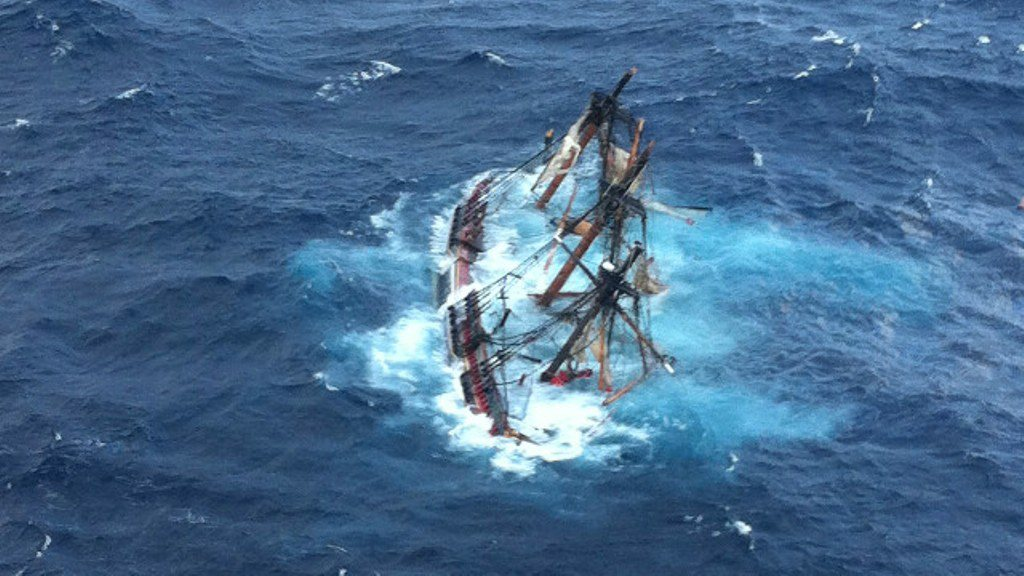
Untergang der Bounty (2012)

Am 29. Oktober 2012 sank die Bounty während des Hurrikans Sandy etwa 140 Kilometer südöstlich von Cape Hatteras (North Carolina, USA) im Atlantik; ihre letzte gemeldete Position war: 33° 54′ 11″ N, 73° 50′ 20″ W.
Das Schiff war in stürmische See mit einem Wellengang von bis zu sechs Metern geraten. Durch den Ausfall der Bordstromversorgung fielen die Lenzpumpen aus, und das Schiff lief voll. Die 16 Besatzungsmitglieder versuchten zunächst über Satellitentelefon und das Maritime Mobile Net auf Kurzwelle einen Notruf abzusetzen. Diese Versuche blieben jedoch erfolglos. Erst das Absenden einer E-Mail durch den Kapitän und Funkamateur Robin Walbridge, Rufname KD4OHZ, an die US Coast Guard mittels WinLink auf einem Amateurfunkband führte zur Einleitung der Rettungsmaßnahmen. Letztendlich gab die Besatzung das Schiff auf und stieg in die Rettungsinseln. Dabei wurden drei Personen, unter ihnen der Kapitän, von Bord gespült. Eine der drei konnte aus dem Wasser gezogen werden, sodass sich 14 Menschen in den beiden Rettungsinseln befanden.
Die Coast Guard schickte eine Lockheed C-130, um das Schiff zu suchen und den mittlerweile verloren gegangenen Kontakt mit der Schiffsbesatzung wiederherzustellen. Nachdem das gelungen war, flogen zwei MH-60-Hubschrauber der Coast Guard trotz widrigen Wetters und rauer See zu der angegebenen Position. Die Helikopterbesatzungen konnten die 14 Schiffbrüchigen aus den Rettungsinseln aufnehmen. Ein 42-jähriges weibliches Besatzungsmitglied, das bis zum Eintreffen der Helikopter im Wasser getrieben war, wurde bewusstlos aus dem Meer geborgen und starb wenig später in einem Krankenhaus. Bei der Toten handelt es sich um Claudene Christian (* 18. Oktober 1970). Sie soll in siebter Generation direkte Nachfahrin von Fletcher Christian, dem Anführer der Meuterei auf der Bounty vom 28. April 1789, gewesen sein. Der 63-jährige Kapitän Robin Walbridge ist verschollen.
Die offizielle Untersuchung des Vorfalls durch das National Transportation Safety Board führt den Untergang des Schiffes auf die „fahrlässige Entscheidung des Kapitäns“ zurück, mit einem alternden Schiff und einer unerfahrenen Besatzung genau in die vorhergesagte Bahn eines Hurricans zu fahren. Das Fehlen einer Beaufsichtigung der Schiffssicherheit durch den Betreiber begünstigte den Seeunfall.

## Technik

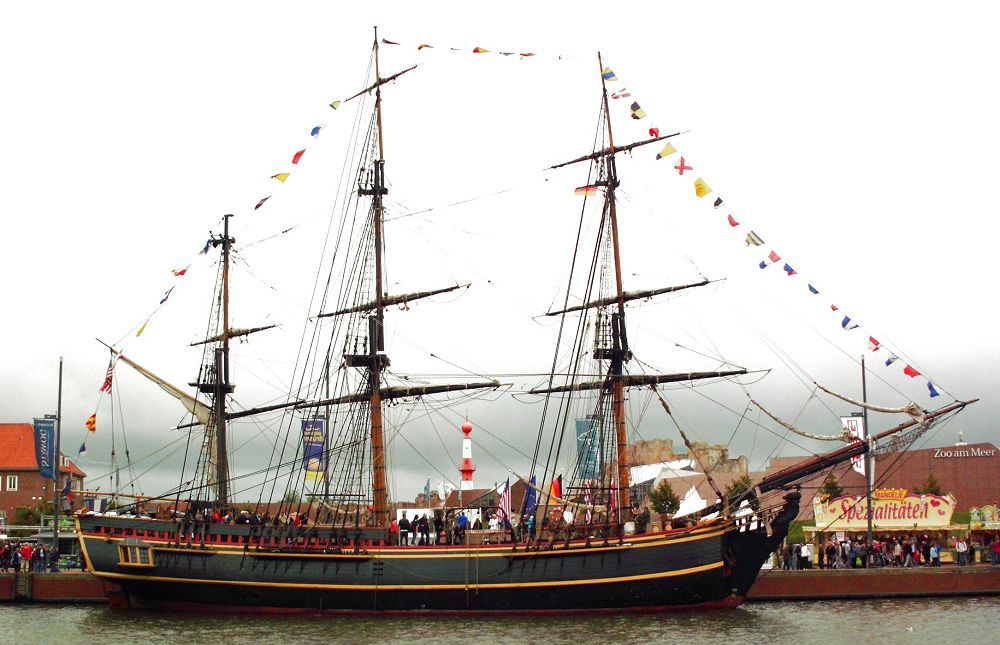
Die Bounty in Bremerhaven, 2011

Die Bounty war ein dreimastiges Vollschiff mit 18 Segeln mit einer Gesamtfläche von etwa 930 m². Die Gesamtlänge betrug etwa 55 m, die Länge des Decks etwa 36,5 m. Das Schiff wurde nach den bei der britischen Admiralität erhaltenen Originalplänen gebaut, aber um etwa 1⁄3 größer, weil es sonst zu eng für die Filmarbeiten geworden wäre.
Als Hilfsantrieb und zur Einhaltung moderner Seefahrtsvorschriften hatte die Bounty zwei Dieselmotoren, die je einen vierflügeligen Propeller antrieben.

## Weiterer Nachbau
Für den Spielfilm Die Bounty aus dem Jahr 1984 wurde 1978 eine weitere Bounty gebaut, manchmal als Bounty III bezeichnet. Sie lag lange seetüchtig in Hongkong und wurde 2017 außer Dienst gestellt.